# Younès Kaabouni
Younès Kaabouni (Bordeaux, 23 maggio 1995) è un calciatore francese, centrocampista svincolato.

## Caratteristiche tecniche
È un centrocampista offensivo utilizzabile anche come ala.

## Carriera

### Club
Ha giocato nella prima e nella seconda divisione francese.

### Nazionale
Ha giocato nelle nazionali giovanili francesi Under-19 ed Under-20.